# Yafeu Fula
Yafeu Fula, també conegut com a Yaki Kadafi (9 d'octubre de 1977, Irvington, Nova Jersey, Estats Units - 10 de novembre de 1996) va ser un cantant de Música rap, membre d'Outlawz. Des de molt petit Yak va conviure amb Tupac Shakur. El 10 de novembre de 1996, dos mesos de la mort de Tupac, del que fou testimoni, va ser assassinat Kadafi.

## Discografia
- Son Rize Vol.1 (Havenotz Entertainment / Death Row Records / Interscope Records, 2004) Disc pòstum